# Campionati panpacifici di nuoto 1995
I VI Campionati panpacifici di nuoto si svolsero ad Atlanta, negli Stati Uniti, dal 10 al 13 agosto 1995.

## Paesi partecipanti
- Australia
- Barbados
- Canada
- Colombia
- Costa Rica
- Cuba

- Ecuador
- Egitto
- Hong Kong
- Giappone
- Kazakistan
- Corea del Sud

- Kirghizistan
- Messico
- Nuova Zelanda
- Panama
- Perù
- Filippine

- Porto Rico
- Sudafrica
- Thailandia
- Trinidad e Tobago
- Stati Uniti
- Venezuela

## Medagliere
| Posizione | Paese         | Oro | Argento | Bronzo | Totale |
| --------- | ------------- | --- | ------- | ------ | ------ |
| 1         | Stati Uniti   | 15  | 16      | 11     | 42     |
| 2         | Australia     | 13  | 12      | 9      | 34     |
| 3         | Giappone      | 4   | 2       | 7      | 13     |
| 4         | Nuova Zelanda | 1   | 1       | 2      | 4      |
| 5         | Sudafrica     | 1   | 1       | 0      | 2      |
| 6         | Canada        | 0   | 2       | 4      | 6      |
| 7         | Costa Rica    | 0   | 0       | 1      | 1      |
|           | Totale        | 34  | 34      | 34     | 102    |

## Record mondiali stabiliti
| Data           | Gara       | Atleta                                     | Nazionalità | Tempo   |
| -------------- | ---------- | ------------------------------------------ | ----------- | ------- |
| 12 agosto 1995 | 4x100 m sl | D. Fox, J. Hudepohl, J. Olsen, G. Hall Jr. | Stati Uniti | 3'15"11 |

## Risultati

### Uomini
| Evento               | Oro                                                                 | Perform. | Argento                                                        | Perform. | Bronzo                                                                  | Perform. |
| Stile libero         |                                                                     |          |                                                                |          |                                                                         |          |
| 50 m                 | Gary Hall Jr.                                                       | 22.30    | David Fox                                                      | 22.31    | Chris Fydler                                                            | 22.64    |
| 100 m                | Gary Hall Jr.                                                       | 49.47    | Jon Olsen                                                      | 49.56    | Chris Fydler                                                            | 49.95    |
| 200 m                | Danyon Loader                                                       | 1:48.72  | Daniel Kowalski                                                | 1:49.14  | Chad Carvin                                                             | 1:49.38  |
| 400 m                | Daniel Kowalski                                                     | 3:50.01  | Danyon Loader                                                  | 3:50.11  | Chad Carvin                                                             | 3:50.47  |
| 800 m                | Daniel Kowalski                                                     | 7:50.28  | Kieren Perkins                                                 | 7:50.80  | Carlton Bruner                                                          | 8:01.63  |
| 1500 m               | Kieren Perkins                                                      | 14:58.92 | Daniel Kowalski                                                | 15:02.20 | Carlton Bruner                                                          | 15:17.13 |
| Dorso                |                                                                     |          |                                                                |          |                                                                         |          |
| 100 m                | Jeff Rouse                                                          | 54.99    | Tripp Schwenk                                                  | 55.18    | Mark Versfeld                                                           | 56.08    |
| 200 m                | Tripp Schwenk                                                       | 1:58.87  | Tom Dolan                                                      | 2:00.18  | Ryuji Horii                                                             | 2:00.56  |
| Rana                 |                                                                     |          |                                                                |          |                                                                         |          |
| 100 m                | Eric Wunderlich                                                     | 1:01.80  | Phil Rogers                                                    | 1:01.83  | Kurt Grote                                                              | 1:02.19  |
| 200 m                | Akira Hayashi                                                       | 2.13.60  | Eric Wunderlich                                                | 2.15.29  | Phil Rogers                                                             | 2.15.32  |
| Farfalla             |                                                                     |          |                                                                |          |                                                                         |          |
| 100 m                | Scott Miller                                                        | 53.07    | Mark Henderson                                                 | 53.69    | Adam Pine                                                               | 54.02    |
| 200 m                | Scott Miller                                                        | 1:57.86  | Scott Goodman                                                  | 1:58.65  | Matt Hooper                                                             | 1:58.83  |
| Misti                |                                                                     |          |                                                                |          |                                                                         |          |
| 200 m                | Tom Dolan                                                           | 2:00.89  | Matthew Dunn                                                   | 2:01.48  | Curtis Myden                                                            | 2:01.80  |
| 400 m                | Tom Dolan                                                           | 4:14.77  | Eric Namesnik                                                  | 4:15.39  | Matthew Dunn                                                            | 4:18.83  |
| Staffette            |                                                                     |          |                                                                |          |                                                                         |          |
| 4x100 m stile libero | Stati Uniti David Fox Joe Hudepohl Jon Olsen Gary Hall Jr.          | 3:15.11  | Australia Chris Fydler Darren Lange Michael Klim Richard Upton | 3:19.67  | Nuova Zelanda John Steel Nicholas Tongue Trent Bray Danyon Loader       | 3:21.52  |
| 4x200 m stile libero | Australia Malcolm Allen Glen Housman Matthew Dunn Daniel Kowalski   | 7:17.52  | Stati Uniti Jon Olsen Chad Carvin Joe Hudepohl Tom Dolan       | 7:17.88  | Nuova Zelanda Trent Bray John Steel Guy Callaghan Danyon Loader         | 7:27.90  |
| 4x100 m misti        | Stati Uniti Jeff Rouse Eric Wunderlich Mark Henderson Gary Hall Jr. | 3:37.04  | Australia Steven Dewick Phil Rogers Scott Miller Chris Fydler  | 3:39.62  | Giappone Hajime Itoi Akira Hayashi Takashi Yamamoto Yukihiro Matsushita | 3:42.32  |

### Donne
| Evento               | Oro                                                                        | Perform. | Argento                                                            | Perform. | Bronzo                                                                  | Perform. |
| Stile libero         |                                                                            |          |                                                                    |          |                                                                         |          |
| 50 m                 | Amy Van Dyken                                                              | 25.03    | Jenny Thompson                                                     | 25.38    | Sumika Minamoto                                                         | 25.74    |
| 100 m                | Jenny Thompson                                                             | 55.31    | Amy Van Dyken                                                      | 56.13    | Suzu Chiba                                                              | 56.17    |
| 200 m                | Suzu Chiba                                                                 | 2:00.00  | Cristina Teuscher                                                  | 2:00.38  | Claudia Poll                                                            | 2:00.46  |
| 400 m                | Brooke Bennett                                                             | 4:10.46  | Trina Jackson                                                      | 4:11.04  | Hayley Lewis                                                            | 4:11.26  |
| 800 m                | Hayley Lewis                                                               | 8:28.78  | Brooke Bennett                                                     | 8:29.21  | Trina Jackson                                                           | 8:36.61  |
| 1500 m               | Brooke Bennett                                                             | 16:15.58 | Hayley Lewis                                                       | 16:15.73 | Stacey Gartrell                                                         | 16:34.53 |
| Dorso                |                                                                            |          |                                                                    |          |                                                                         |          |
| 100 m                | Noriko Inada                                                               | 1:02.02  | Nicole Stevenson                                                   | 1:02.17  | Mai Nakamura                                                            | 1:02.22  |
| 200 m                | Nicole Stevenson                                                           | 2:11.26  | Noriko Inada                                                       | 2:11.54  | Whitney Hedgepeth                                                       | 2:11.95  |
| Rana                 |                                                                            |          |                                                                    |          |                                                                         |          |
| 100 m                | Penelope Heyns                                                             | 1:08.09  | Guylaine Cloutier                                                  | 1:09.48  | Amanda Beard                                                            | 1:09.90  |
| 200 m                | Samantha Riley                                                             | 2:24.81  | Penelope Heyns                                                     | 2:27.68  | Amanda Beard                                                            | 2:28.20  |
| Farfalla             |                                                                            |          |                                                                    |          |                                                                         |          |
| 100 m                | Susie O'Neill                                                              | 59.58    | Jenny Thompson                                                     | 59.83    | Jessica Amey                                                            | 1:00.24  |
| 200 m                | Susie O'Neill                                                              | 2:07.28  | Mika Haruna                                                        | 2:10.88  | Whitney Phelps                                                          | 2:11.25  |
| Misti                |                                                                            |          |                                                                    |          |                                                                         |          |
| 200 m                | Elli Overton                                                               | 2:14.68  | Joanne Malar                                                       | 2:15.45  | Anna Windsor                                                            | 2:16.13  |
| 400 m                | Fumie Kurotori                                                             | 4:44.20  | Allison Wagner                                                     | 4:45.52  | Elli Overton                                                            | 4:46.24  |
| Staffette            |                                                                            |          |                                                                    |          |                                                                         |          |
| 4x100 m stile libero | Stati Uniti Amy Van Dyken Angel Martino Melanie Valerio Jenny Thompson     | 3:41.59  | Australia Karin Dunne Sarah Ryan Anna Windsor Susie O'Neill        | 3:42.99  | Giappone Sumika Minamoto Naoko Imoto Eri Yamanoi Suzu Chiba             | 3:44.89  |
| 4x200 m stile libero | Stati Uniti Cristina Teuscher Melanie Valerio Trina Jackson Jenny Thompson | 8:02.68  | Australia Julia Greville Emma Johnson Anna Windsor Susie O'Neill   | 8:03.75  | Canada Katie Brambley Marianne Limpert Shannon Shakespeare Joanne Malar | 8:07.79  |
| 4x100 m misti        | Australia Nicole Livingstone Samantha Riley Susie O'Neill Sarah Ryan       | 4:02.93  | Stati Uniti Lea Loveless Amanda Beard Jenny Thompson Amy Van Dyken | 4:05.60  | Giappone Noriko Inada Masami Tanaka Ayari Aoyama Suzu Chiba             | 4:07.18  |